# Marc Pfitzner
Marc Pfitzner (Braunschweig, 28 agosto 1984) è un ex calciatore tedesco, di ruolo centrocampista.

## Carriera
Ha sempre giocato con l'Eintracht Braunschweig, di cui è stato un componente della rosa nelle prime tre serie del campionato tedesco.

## Palmarès

### Club

#### Competizioni nazionali
- 3. Liga: 1

Eintracht Braunschweig: 2010-2011